# Iglesia de San Pedro (Aransís)

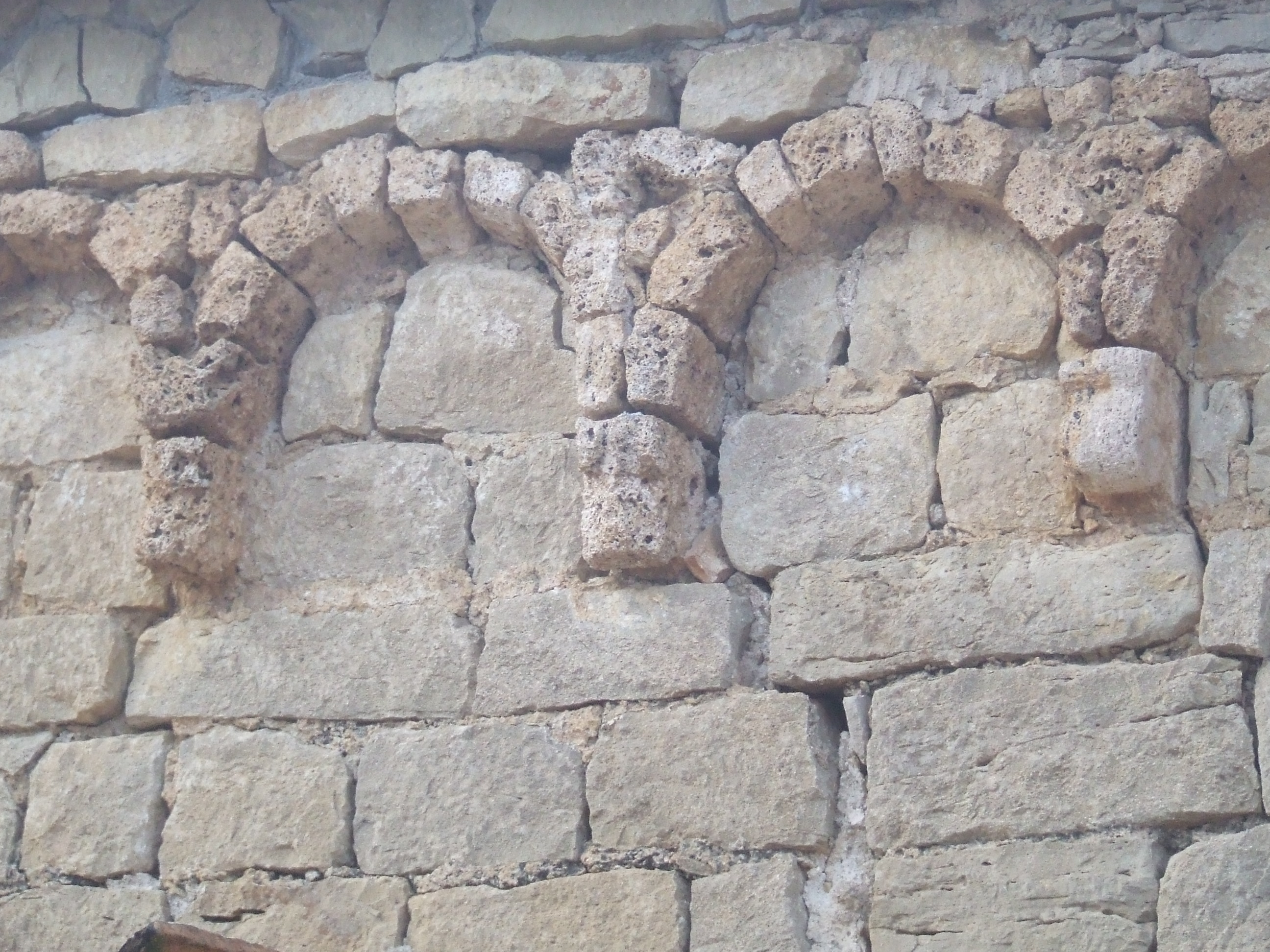
Detalle de arquillos ciegos.

San Pedro de Aransís es una iglesia románica del término de Aransís, actualmente englobado en el de Gavet de la Conca en la provincia de Lérida.
Está situada en el pueblo de Aransís, y está dedicada a San Pedro apóstol. Tiene aún la categoría de parroquia, pero está conducida por el mismo rector de Vilamitjana, que reside en la rectoría de Tremp.

## Historia
En una visita pastoral del 1314, los delegados del Arzobispo de Tarragona visitan la iglesia de San Pedro de Arensís, y a partir de ese momento es mencionada en varias actos episcopales: 1391, 1526, 1758 ...
Es un edificio de una sola nave, muy alterada a lo largo de los tiempos. De la estructura románica, solo son visibles restos en la fachada meridional, como una serie de arcos lombardos, ciegos, bajo el alero de la nave. El aparato visible es de sillares bien recortados, dispuestos de forma muy regular en hileras uniformes. Las arquerías son hechas con sillares más pequeños, también bien cortados, y con pequeñas ménsulas.
Se trata de una obra de la segunda mitad del siglo XI, y por su factura recuerda mucho a la cercana iglesia de Santa María de Llimiana.